# Antonín Schenk
Antonín Schenk (23. prosince 1896 Svatý Kopeček, Rakousko-Uhersko – 20. května 1970 Praha, Československo) byl český právník a osobní sekretář Tomaše Garrigue Masaryka.

## Život
Pocházel z rodiny továrního dělníka. Absolvoval Slovanské gymnázium v Olomouci. Po první světové válce vystudoval právo na Karlově univerzitě. Poté začal pracovat na ministerstvu zahraničí.
Z ministerstva byl vybrán do Kanceláře prezienta republiky. Jako osobní tajemník prezidenta T.G. Masaryka pracoval od roku 1927. V této funkci setrval až do konce Masarykova života. Na Pražský hrad se vrátil v roce 1945, po skončení druhé světové války, na místo odborného přednosty kanceláře prezidenta republiky. V roce 1956 začal tajně psát své paměti. Vydány byly až v roce 1996 přičiněním jeho neteře, spisovatelky Jindřišky Smetanové, pod názvem T.G.M.: „Proč se neřekne pravda?“.